# Rena Takeda
Rena Takeda (武田 玲奈, Takeda Rena, Iwaki, 27 de julho de 1997) é uma atriz e modelo japonesa.

## Biografia
Rena Takeda nasceu em Iwaki, Fukushima, em 27 de julho de 1997. Em dezembro de 2013, ela ganhou um concurso denominado "Seeking a second Kumicky", entre 2.020 candidatos. Ela foi modelo exclusiva da Popteen de fevereiro de 2014 a abril de 2016. Desde a edição de junho de 2016, ela é modelo exclusiva da Non-no.

## Filmografia

### Filmes
| Ano  | Título                                            | Papel           | Direção           | Notas          | Ref.   |
| ---- | ------------------------------------------------- | --------------- | ----------------- | -------------- | ------ |
| 2015 | Assassination Classroom                           | Yuzuki Fuwa     | Eiichirō Hasumi   |                | [ 4 ]  |
| 2015 | Crime's Blank                                     | Chiaki Kimura   |                   |                |        |
| 2015 | Halloween Nightmare 2                             | Nanami          |                   |                | [ 5 ]  |
| 2016 | Assassination Classroom: Graduation               | Yuzuki Fuwa     | Eiichirō Hasumi   |                |        |
| 2016 | The Stare                                         | Nami Miyazawa   |                   |                | [ 6 ]  |
| 2016 | Ōkami Shōjo to Kuro Ōji                           | Mayu Nanase     | Ryūichi Hiroki    |                |        |
| 2016 | One Piece Film Gold                               | Lepre           | Hiroaki Miyamoto  | Voz secundária | [ 7 ]  |
| 2017 | Poetry Angel                                      | Anne Maruyama   |                   | Principal      | [ 8 ]  |
| 2017 | Papa no Obentō wa Sekaiichi                       | Midori          |                   | Principal      |        |
| 2017 | [Saki                                             | Kana Ikeda      | Yūichi Onuma      |                | [ 9 ]  |
| 2017 | Kōsai Kinenbi                                     | Saya            |                   | Principal      |        |
| 2017 | Last Cop the Movie                                | Misaki Osanai   |                   |                |        |
| 2018 | Werewolf Game: Inferno                            | Hiromi Nonoyama |                   | Principal      | [ 10 ] |
| 2018 | Kamen Rider Amazons the Movie: The Last Judgement | Mizuki Mizusawa | Hidenori Ishida   |                | [ 11 ] |
| 2020 | Oishi Kyushoku Final Battle                       | Hitomi Misono   |                   |                |        |
| 2020 | Dance to Mita                                     | Manabe          | Toshimitsu Iizuka |                |        |
| 2020 | The Samejima Incident                             | Nana Sasaki     | Jirō Nagae        | Principal      | [ 12 ] |

### Séries de televisão
| Ano  | Título                                                             | Papel              | Emissora           | Notas      | Ref.          |
| ---- | ------------------------------------------------------------------ | ------------------ | ------------------ | ---------- | ------------- |
| 2015 | High School Chorus                                                 | Ayaka Shinozaki    | TBS                | Convidada  | [ 13 ]        |
| 2015 | Prison School                                                      | Chiyo Kurihara     | MBS, TBS           |            | [ 14 ]        |
| 2016 | Kasa o Motanai Aritachi wa                                         | Mai Akatsu (young) | Fuji TV            |            | [ 15 ]        |
| 2016 | Kamen Rider Amazons                                                | Mizuki Mizusawa    | BS Asahi, Tokyo MX |            | [ 16 ]        |
| 2016 | Love Song                                                          | Momoka Sakamoto    | Fuji TV            | Convidada  | [ 17 ] [ 18 ] |
| 2016 | A Girl & Three Sweethearts                                         | Rena               | Fuji TV            | Episódio 3 |               |
| 2016 | The Last Cop 2                                                     | Misaki Osanai      | NTV                |            | [ 19 ]        |
| 2016 | Saki                                                               | Kana Ikeda         | TBS                |            | [ 20 ]        |
| 2017 | Kamen Rider Amazons 2                                              | Mizuki Mizusawa    | BS Asahi, Tokyo MX |            | [ 21 ] [ 22 ] |
| 2017 | Million Yen Women                                                  | Midori Suzumura    | TV Tokyo           |            | [ 23 ]        |
| 2017 | Maji de Kōkai Shitemasu                                            | Tsubame Ishikawa   | MBS, TBS           | Principal  | [ 24 ]        |
| 2017 | Hitoshi Ueki and His Pupil                                         | Miyoko Kamata      | NHK                |            | [ 25 ]        |
| 2017 | Kondera Tarō                                                       | Nomi Shiratori     | NHK                |            |               |
| 2017 | What Is Your Perfect Way To Eat Fried Eggs?                        | Aki                | MBS, TBS           |            | [ 26 ]        |
| 2018 | Werewolf Game: Lost Eden                                           | Hiromi Nonoyama    | tvk                | Principal  | [ 10 ]        |
| 2018 | Naruto Hitcho (remake)                                             | Yone               | NHK                | Convidada  | [ 27 ]        |
| 2018 | Yareta Kamo Iinkai                                                 | Hiromi Kawakami    | MBS, TBS, dTV      |            | [ 28 ]        |
| 2018 | Maji de Kōkai Shitemasu 2                                          | Tsubame Ishikawa   | MBS, TBS           | Principal  | [ 29 ]        |
| 2018 | Way too Kawaii                                                     | Kokone Nakagawa    | NTV, Hulu          |            | [ 30 ]        |
| 2019 | The New King                                                       | Eiri Mitsui        | TBS, Paravi        |            | [ 31 ]        |
| 2019 | The New King Season 2                                              | Eiri Mitsui        | TBS, Paravi        |            | [ 31 ]        |
| 2019 | Tokusatsu GaGaGa                                                   | Yuki Shirahama     | NHK                |            |               |
| 2019 | Denei Shojo: Video Girl Mai 2019                                   | Yuna Asakawa       | TV Tokyo           |            |               |
| 2019 | Noble Boys                                                         | Fumino Ono         | Tokyo MX           |            | [ 32 ]        |
| 2019 | School Meals Time                                                  | Hitomi Misono      | Tokyo MX           |            | [ 33 ]        |
| 2020 | Metropolitan Police Department / Investigation Division Chief 2020 | Yukiko Ashida      | TV Asahi           | Convidada  | [ 34 ]        |
| 2020 | Gourmet Detective Goro Akechi                                      | Coco               | NTV                |            | [ 35 ]        |
| 2020 | Isekai Izakaya "Nobu"                                              | Shinobu Senke      | WOWOW              |            | [ 36 ]        |
| 2020 | Sixteen Shōkōgun                                                   | Mei Odazawa        | Fuji TV            |            | [ 37 ]        |
| 2020 | Doctor Hikojiro 5                                                  | Mika Matsunaga     | TV Asahi           |            | [ 38 ]        |
| 2021 | Gekikaradou                                                        | Kasumi             | TV Tokyo, Paravi   | Episódio 7 | [ 39 ]        |
| 2021 | A Man and His Cat                                                  | Momiji Sato        | TV Tokyo, Paravi   |            | [ 40 ]        |
| 2021 | Rider Time: Kamen Rider Decade VS Zi-O                             | Misa Kudo          | TELASA             |            | [ 41 ]        |
| 2021 | Rider Time: Kamen Rider Zi-O VS Decade                             | Misa Kudo          | TELASA             |            | [ 41 ]        |
| 2021 | Seiyuu Tantei                                                      | Kaoru Toda         | TV Tokyo           |            | [ 42 ]        |
| 2021 | Yo nimo Kimyouna Kimi Monogatari                                   | Sayuri Watanabe    | WOWOW              |            | [ 43 ]        |
| 2021 | Jimoto ni Kaerenai Wakeari Danshi no 14 no Jijo                    | Anna               | TV Asahi           |            | [ 44 ]        |

### Anime
| Ano  | Título        | Papel       | Emissora             | Notas | Ref.   |
| ---- | ------------- | ----------- | -------------------- | ----- | ------ |
| 2019 | Business Fish | Mai Otohime | Tokyo MX, BS11, Hulu |       | [ 45 ] |

### Jogos eletrônicos
| Ano  | Título                         | Papel | Plataforma        | Ref.   |
| ---- | ------------------------------ | ----- | ----------------- | ------ |
| 2019 | For Whom the Alchemists Exists | Lena  | Jogo para celular | [ 46 ] |

### Programas de variedades
- Mezamashi TV: (2015-2016)[47]

### Comerciais
- Pocky: 2016[48]